# Файет (окръг, Джорджия)
Окръг Файет (на английски: Fayette County) е окръг в щата Джорджия, Съединени американски щати. Площта му е 515 km², а населението - 106 671 души. Административен център е град Файетвил.